# Эккенштейн, Оскар
О́скар Йоха́ннес Лю́двиг Эккенште́йн (англ. Oscar Johannes Ludwig Eckenstein; 1859—1921) — английский альпинист, совершивший в конце XIX — начале XX веков множество восхождений и первопрохождений сложных альпинистских маршрутов в Альпах и Мексике, руководитель первой в истории экспедиции на вторую по высоте вершину мира К2 (Чогори), изобретатель альпинистских кошек. Считается основоположником боулдеринга — одного из направлений скалолазания, ставшим самостоятельной спортивной дисциплиной.

## Краткая биография
Оскар Эккенштейн родился в Лондоне 9 сентября 1859 года. Его отец, немец по национальности, до 1848 года жил в Бонне, откуда был вынужден эмигрировать после революции в Германии 1848—1849 годов из-за политических убеждений. Отец придерживался радикальных социалистических взглядов, был бунтарем по духу, и эта его черта, вероятно, была отчасти унаследована его детьми. Сестра Оскара Амелия вышла замуж за врача Эдгара Фердинанда Цириакса (отца будущего выдающегося врача-ортопеда Джеймса Цириакса), а сестра Лина (англ. Lina Dorina Johanna Eckenstein), обладавшая дерзким и решительным характером, занимала видное место в феминистическом движении за права женщин (англ. Women's Freedom movements) Англии начала XX века, сам же Оскар всю свою жизнь был последовательным оппозиционером традиционных викторианских ценностей — он вызывающе одевался, его манеры были намеренно развязны. Он носил бороду в стиле Карла Маркса и пил чай из огромной кружки, что по тем временам было нешуточным вызовом обществу. Был активным членом Национал-либерального клуба.
Оскар получил хорошее начальное и среднее образование, в Лондоне и Бонне изучал химию. У него были обширные знания во многих областях, он имел прекрасные навыки в плотницком деле и в механике. Однако, несмотря на образование, Оскар предпочёл работать инженером железнодорожного транспорта в «Международной ассоциации железнодорожников» (англ. International Railway Congress Association), что позволяло ему путешествовать первым классом (один из случайных попутчиков даже назвал Оскара «эксцентричным английским миллионером»). Эккенштейн очень интересовался жизнью выдающегося учёного сэра Ричарда Бертона (первого переводчика «Тысячи и одной ночи» и «Камасутры»), внёсшего заметный вклад в Королевское азиатское общество. Он собрал внушительную коллекцию его книг, рукописей и оригиналов документов, которые были опубликованы в 1950-х годах уже после смерти Оскара Эккенштейна .
Вплоть до женитьбы в 1918 году на Марджери Эдвардс Оскар жил в родительском доме. После свадьбы он вместе с женой поселился в небольшой деревушке недалеко от городка Овинг (англ. Oving). Детей у них не было. Он умер дома от туберкулеза 8 апреля 1921 года.

Величие его духа было ничуть не ниже, чем у таких гигантов как Роден, он был бы творцом не хуже, если бы смог воплотить всё, что в его голове.— А.Кроули

## Карьера альпиниста

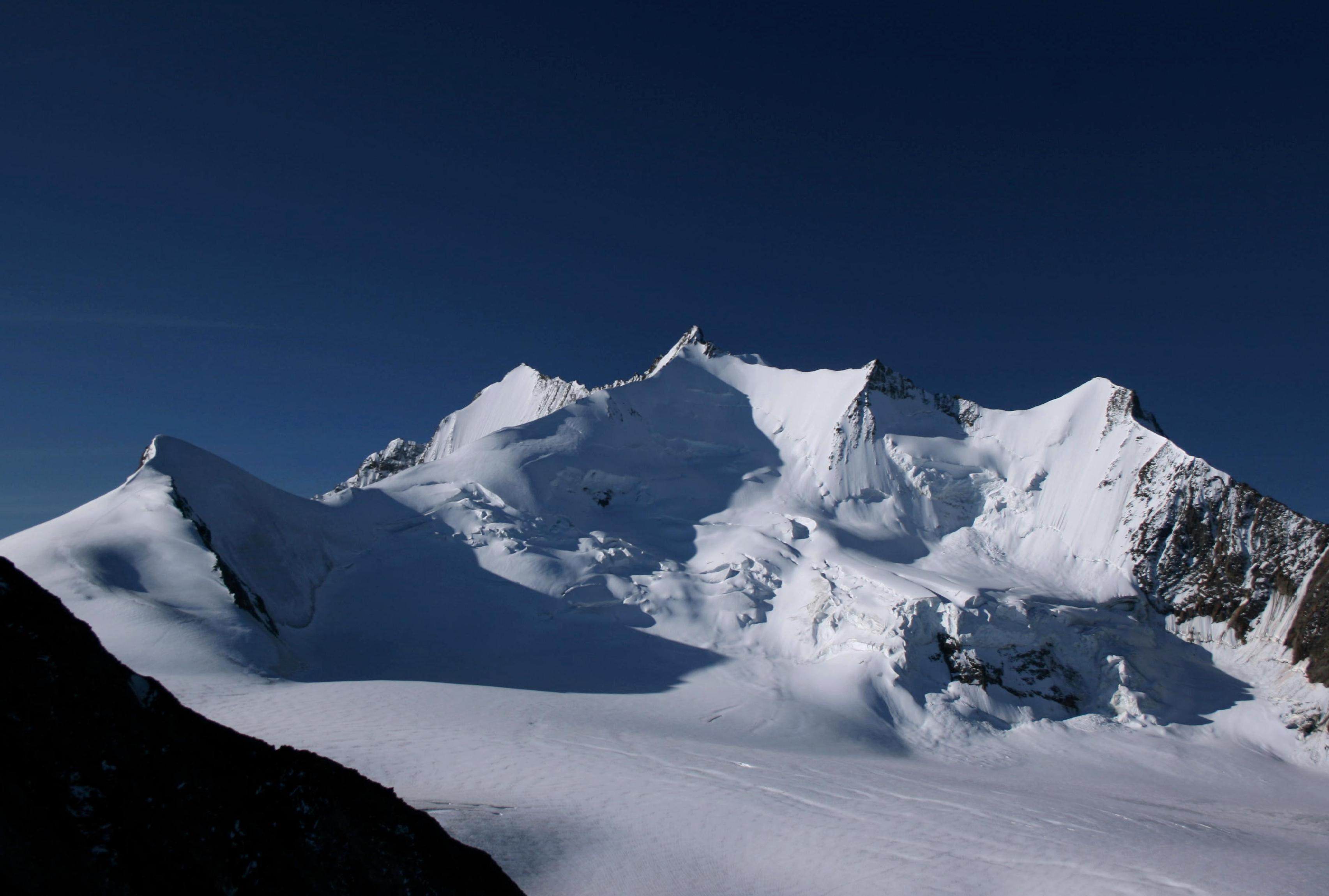
Надельхорн

### Восхождения
Почти все наиболее значимые события в жизни Оскара Эккенштейна так или иначе связаны с альпинизмом, которому он посвятил большую её часть.

Первый раз Оскар Эккенштейн побывал в горах в 1872 году. До 1886 года никаких упоминаний о каких-либо его значимых восхождениях нет.

30 июля 1886 года он совершил восхождение по западному гребню на вершину Хохбергхорн (4219 м, Швейцария) вместе с Августом Лорриа (нем. August Lorria).
В 1887 году вместе с Маттиасом Цурбриггеном совершил первое восхождение на Дюрренхорн (по юго-западному гребню), первое восхождение и траверс Штеккнадельхорн, первое сквозное прохождение перевала Надельхорн между вершинами Ленцшпитце (4294 м.) и Надельхорн. В сентябре вместе с Алексом Сейлером (англ. Herren Alexander Seiler) под руководством Александера Бургенера принял участие в первом восхождении на пик Дом (4545 м) по юго-западной стене.

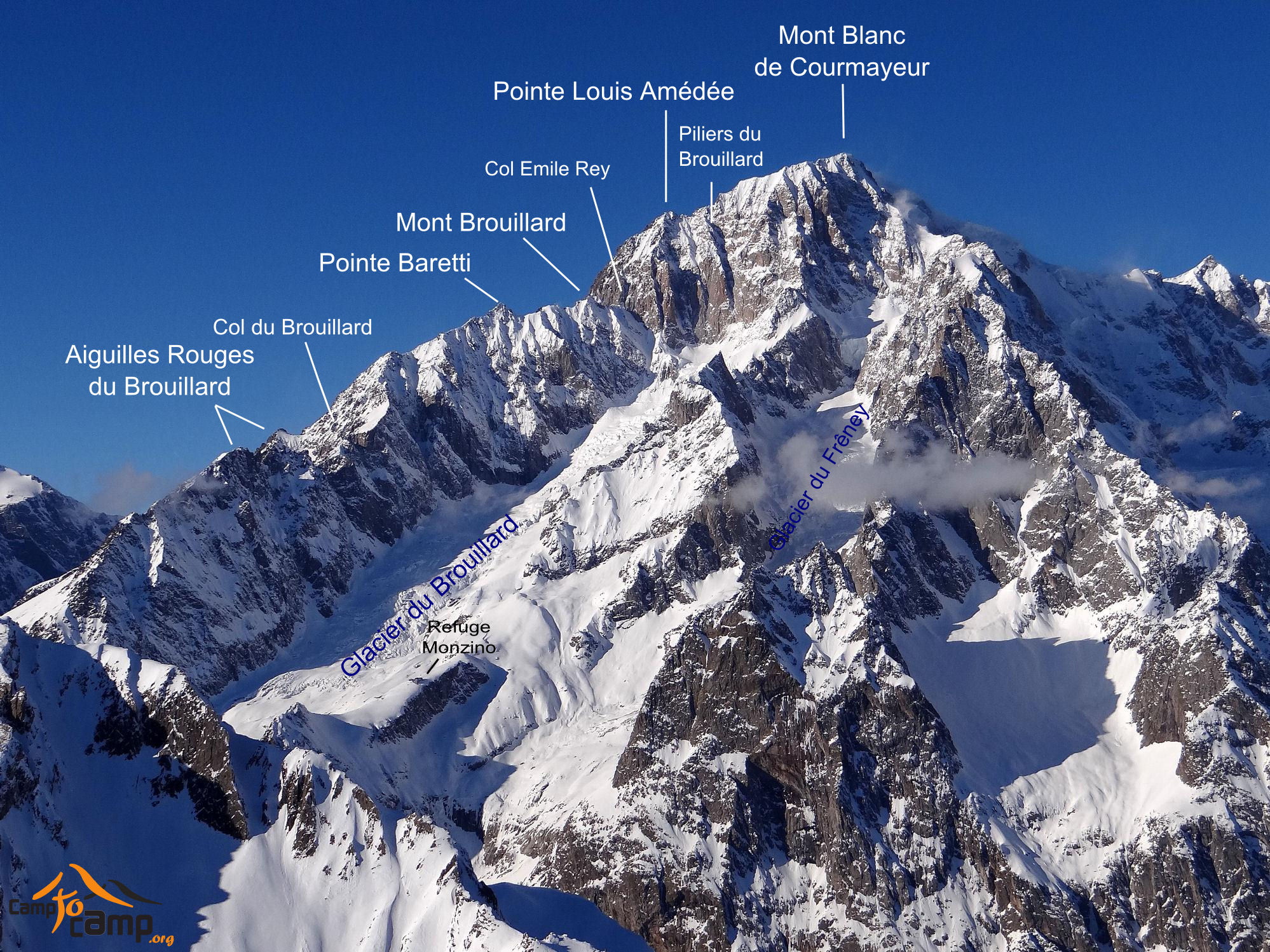
Маршрут на Монблан по гребню Brouillard ridge

Два года спустя, вместе с Цурбриггеном, Эккенштейн прошёл новый маршрут на Дан-Бланш по юго-восточной стене, который был описан в Alpine Journal (ежегодном издании английского альпийского клуба) как «худший из пройденных» на гору. Это восхождение продолжалось без перерыва на сон 39 часов — своего рода подвиг выносливости того времени.
В 1892 году Эккенштейн был включён в состав экспедиции Мартина Конвея в Каракорум, которая определила расположение вершин и ледников в центральной части Каракорума, особенно в районе ледника Балторо. Из-за принципиальных разногласий с руководителем экспедиции Эккенштейну пришлось её покинуть.
В 1900 году совершил поездку в Мексику, где предпринял ряд попыток восхождений на вулканы Истаксиуатль (5230 м.) и Колима (3850 м.). В этой поездке Эккенштейн познакомился с Алистером Кроули — невероятно одиозной и эксцентричной личностью, который стал, тем не менее, другом и компаньоном Оскара по восхождениям в течение многих последующих лет.
В 1906 году вместе с Карлом Блодигом Эккенштейн совершил первое восхождение на вершину Мон-Бруйар по северному гребню, а в 1907 году первое восхождение на Mont Blanc de Courmayeur.

Долгое время в Альпах оставался непройденным маршрут на вершину Монблан по гребню Brouillard Ridge. В верхней части подъёма альпинистам никак не удавалось пройти отвесную стену под пиком Луиджи Амедео. В августе 1911 года Эккенштейну вместе с Джеффри Янгом (англ. Geoffrey Young), Х. Джонсом (англ. H. O. Jones) и Йозефом Кнубелем (англ. Josef Knubel) удалось решить эту альпинистскую задачу.
В 1912 году Эккенштейн был проводником Пауля Пройса (выдающегося австрийского альпиниста) в западных Альпах.

### Экспедиция на К2

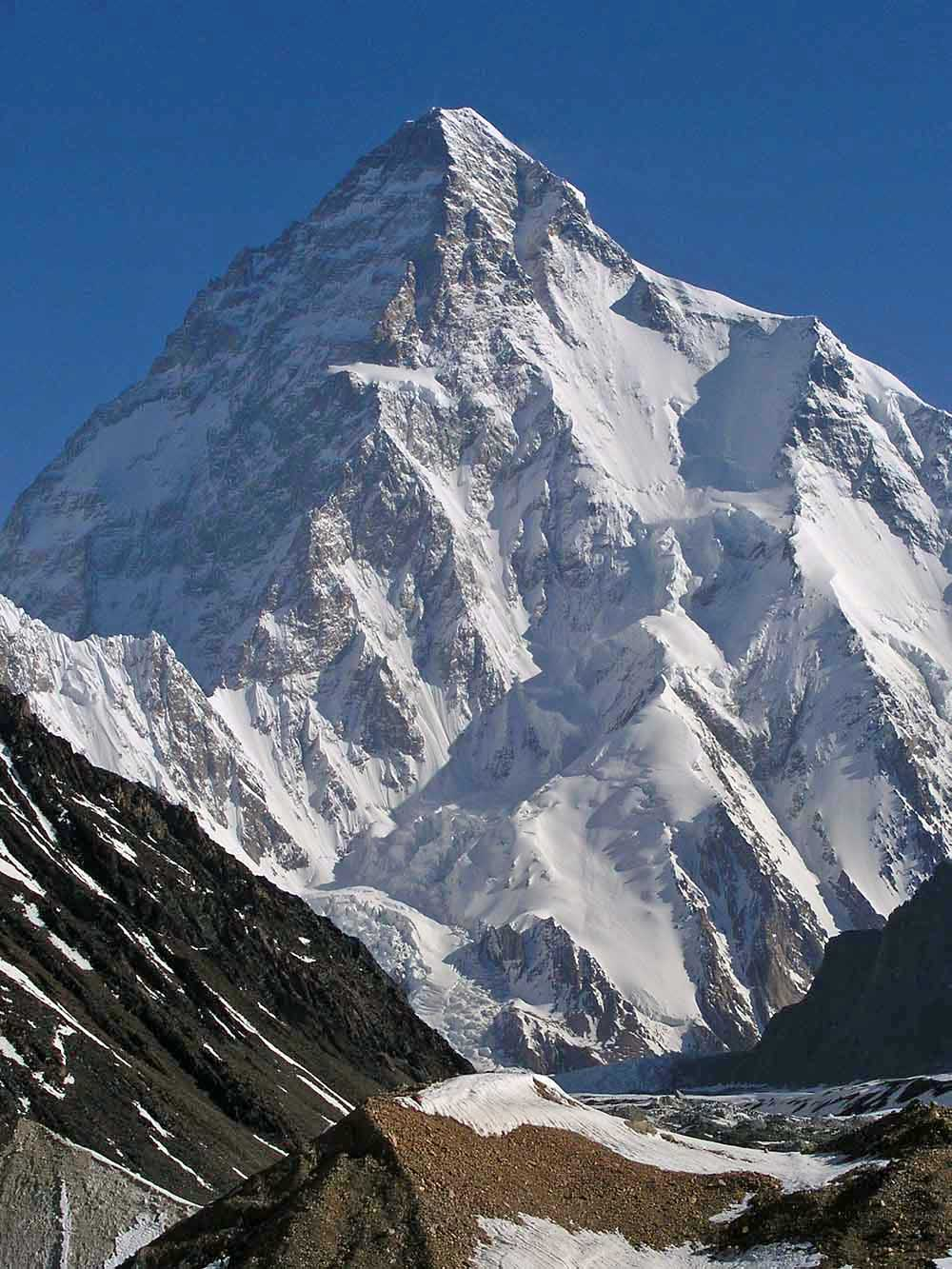
K2 (Чогори)

В 1902 году Оскар Эккенштейн организовал и возглавил первую экспедицию к подножию Чогори (К2) (8611 м), целью которой было восхождение на её вершину. Это была вторая организованная британцами экспедиция на «восьмитысячник» (первую возглавил Альберт Маммери на Нанга-Парбат (8125 м) в 1895 году). В альпинистский состав экспедиции вошли (помимо Эккенштейна) австрийцы Генрих Пфанль (англ. H. Pfannl) и Виктор Уэссли (англ. V.Wesseley), швейцарец Жак Гиллярмо, который был не только квалифицированным альпинистом, но и опытным военным врачом, двадцатидвухлетний англичанин Гай Ноулз (англ. Guy Knowles) и Алистер Кроули.
Экспедиция стартовала 28 апреля. В середине мая экспедиция прибыла в Скарду. 27 июня, после проведённых разведочных походов, экспедиция в полном составе собралась в одном из лагерей у подножия К2 на месте слияния ледников Годвин-Остен и Балторо на высоте 5290 метров (место назвали Конкордией в честь центральной площади Парижа, и с тех времён оно является отправной точкой для всех экспедиций, штурмующих К2 с этой стороны). Этот лагерь должен был служить исходным пунктом для подъёма по юго-восточному гребню, получившему позже название «ребро Абруццкого» (классический маршрут подъёма на вершину) в честь герцога Абруццкого, который первым в 1909 году предпринял попытку его прохождения, но по каким-то причинам Пфанль отверг возможность подъёма по этому пути и решил штурмовать вершину по северо-восточному гребню. Вскоре у его подножия на высоте 5928 метров был установлен Лагерь II. Ещё до этого Пфанль и Уэсли достигли на лыжах перевала высотой 6233 метра, которое отделяет массив К2 от массива Скьянг-Кангри (7544 м). Этому перевалу они дали название «пограничное седло» (сейчас перевал Скьянг-Ла).

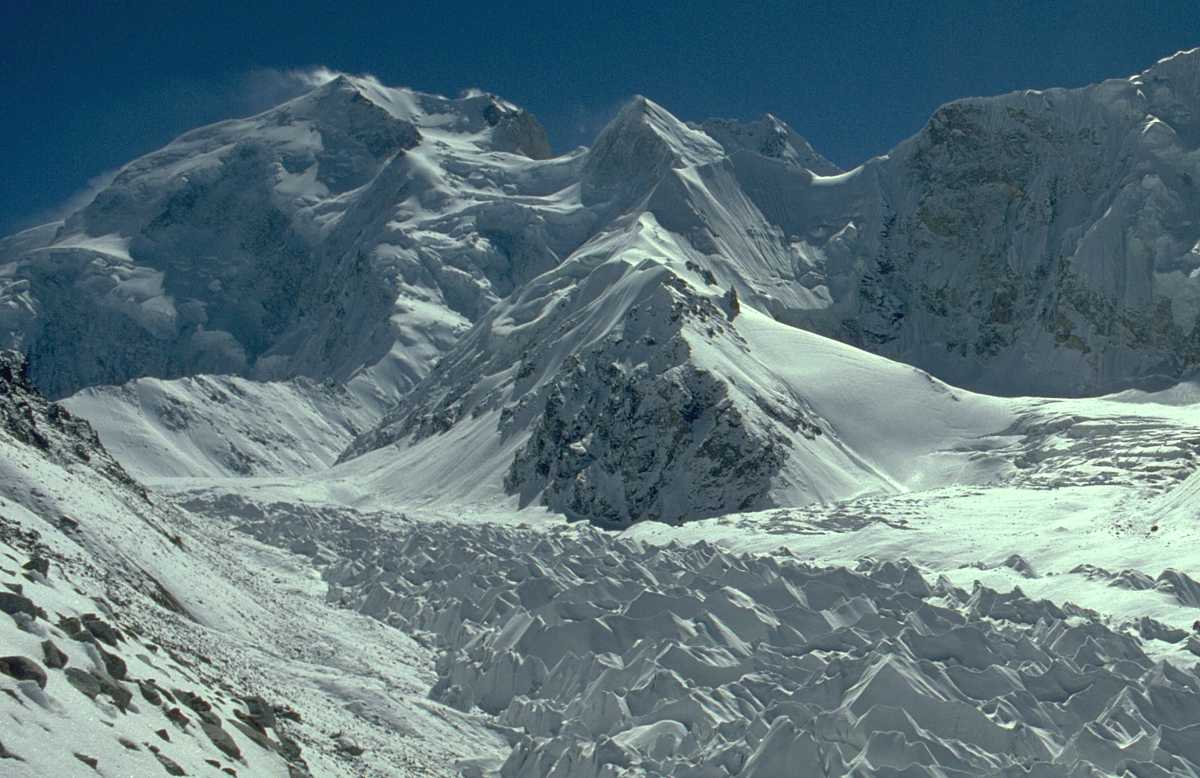
Скьянг Кангри

Было принято решение штурмовать К2 по северо-восточному гребню через почти самостоятельную вершину высотой 6821 метр в юго-восточном гребне. Уэссли и Гиллярмо попытались выйти на эту вершину и примерно на высоте 6600 метров достигли её плеча, но были вынуждены вернуться. Пфанль и Уэсли были убеждены, что восхождение на К2 невозможно, по меньшей мере, по выбранному маршруту, и предложили Эккенштейну попробовать взойти на вершину Скианг-Кангри (7544 м), чтобы результатом работы экспедиции стал хотя бы один «семитысячник». Восхождение на Скианг-Кангри предлагалось совершить через «пограничное седло». Эккенштейн с этим предложением не согласился. Была предпринята ещё одна попытка подъёма на вершину, но она оказалась скоротечной — Пфанль тяжело заболел, у него начался отёк лёгких. После этого экспедиция закончила свою работу. Каких-либо выдающихся восхождений в ходе неё совершено не было, не был определён оптимальный путь подъёма на К2. Успехом экспедиции стало то, что она стала второй в истории попыткой восхождения на «восьмитысячник», и первой, обошедшейся без жертв.

### Боулдеринг
C именем Оскара Эккенштейна довольно часто связывают появление самостоятельной спортивной дисциплины боулдеринга (дословно — лазания по камням) — одной из разновидностей альпинизма. Не имея возможности посвящать всё своё время на большие восхождения, Оскар оттачивал свою технику на больших, но невысоких валунах, в изобилие имеющихся в Англии. Есть также упоминания, что Эккенштейн организовывал проведение первых, ради интереса, соревнований по такому, экзотическому тогда, виду скалолазания. 

 После чая в трактире мы отправились полазать на валуне Эккенштейна… Он провел годы на этом камне, который носит теперь его имя. Хотя он был совсем маленький, размером примерно в развозной фургон, он, по-видимому, воплощал все те проблемы, с которыми сталкиваются альпинисты… — Эрик Ньюби
 В апреле 1900 года в журнале «Sandow’s Magazine» Эккенштейн в статье, посвященной альпинизму, озвучил советы начинающим альпинистам. Он предложил им начинать обучение с легких прогулок по холмам Англии, технику скалолазания оттачивать на небольших камнях, чтобы научиться использовать любую часть своего тела, найти собственный стиль. И только после этого идти в горы, желательно в сопровождении более опытных наставников, чтобы приобрести навыки хождения по ледникам.

### Кошки Эккенштейна

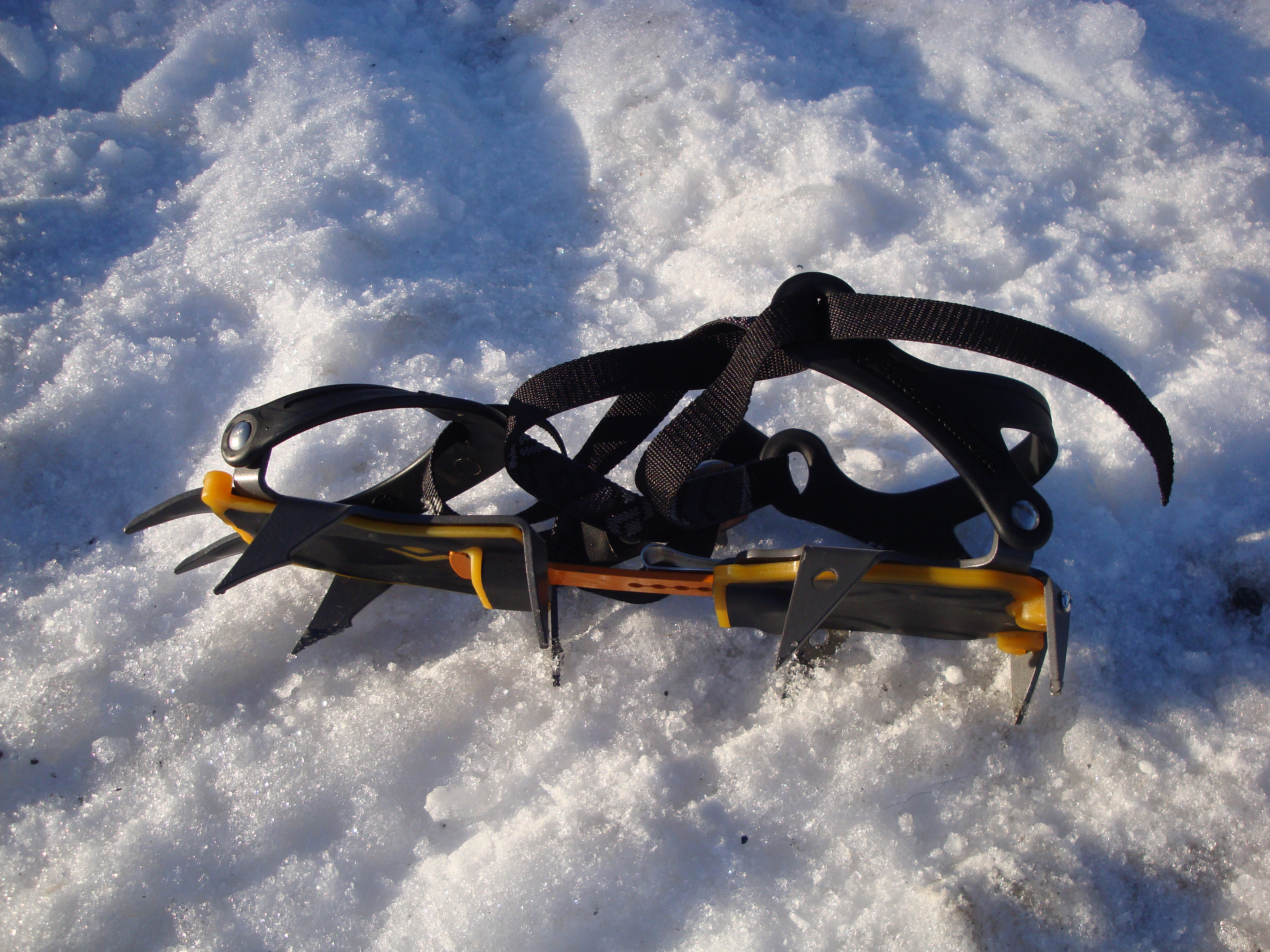
Современные «мягкие» кошки, потомки конструкции Эккенштейна

До начала XX века альпинистские кошки — приспособление для увеличения противоскольжения при передвижении по снежно-ледовому рельефу — представляли собой металлическую рамку с четырьмя (шестью, восемью и иногда — десятью зубьями (зубами). Существовали также их экзотические вариации в виде специальных пластин, которыми подковывались горные ботинки (так называемые трикони).
В 1908—1909 годах Оскар Эккенштейн, проанализировав все имеющиеся на тот момент варианты кошек, предложил свою конструкцию, которую он подробнейшим образом описал в своей работе «Ueber Steigeisentechnik- Crampon». Для изготовления кошек Эккенштейн обратился к итальянскому кузнецу Генри Гривелю (итал. Henry Grivel) из Курмайора, и с тех пор кошки модели Эккенштейна стали неотъемлемым атрибутом альпинистского снаряжения (любопытно, но часть сложных скально-ледовых восхождений Эккенштейн совершил без них). В 1929 году сын Генри Гривеля Лоран усовершенствовал кошки, добавив к ним два горизонтальных зуба.